# Rémering

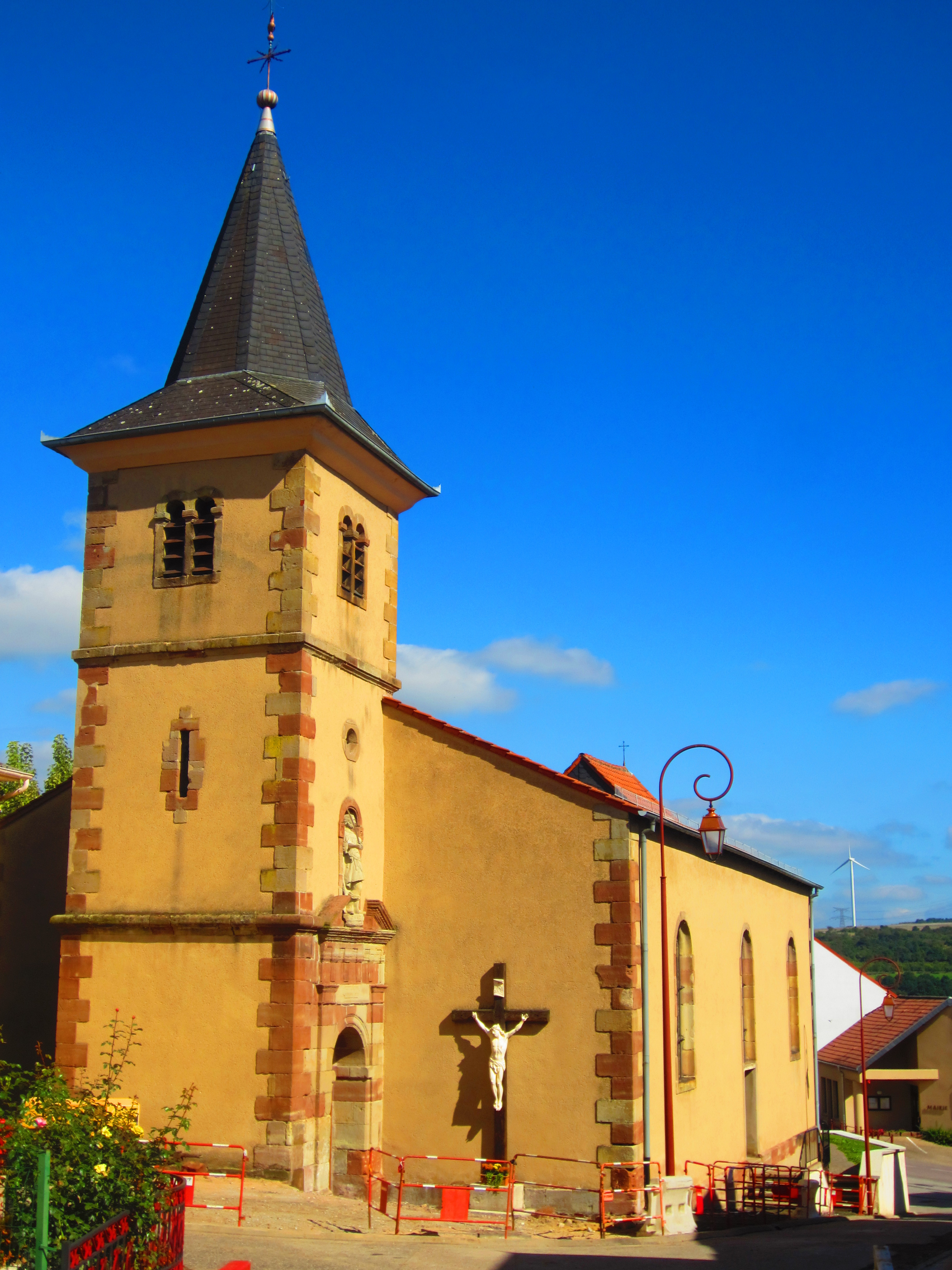
Kirche St. Gengoulf

Rémering (deutsch Reimeringen) ist eine französische Gemeinde mit 419 Einwohnern (Stand 1. Januar 2022) im Département Moselle in der Region Grand Est (bis 2015 Lothringen).

## Geographie
Der Ort liegt in Lothringen, vierzig Kilometer nordöstlich von Metz, 16 Kilometer nordöstlich von Boulay-Moselle (Bolchen) und sieben Kilometer südöstlich von Bouzonville (Busendorf), unweit des Berweiler Bachs, sowie  elf Kilometer südwestlich von Saarlouis.

## Geschichte
Der Ort wurde in älterer Zeit erwähnt als  Rimeringa apud Machera (1121), Remeringa (1179), Remniga, Remerenga, Rineringa, Erneringa  (1544), Remeringen (1565)  und  Rymeringen sowie seit dem 18. Jahrhundert als Reimering (1793), Reimring (1801), Rémering-lès-Hargarten und Rémering (seit 1993). Die Ortschaft gehörte früher zum Herzogtum Lothringen im Heiligen Römischen Reich.
Durch den Frankfurter Frieden vom 10. Mai 1871 kam das Gebiet an das deutsche Reichsland Elsaß-Lothringen, und das Dorf wurde dem Kreis Bolchen im Bezirk Lothringen zugeordnet. In dem Bauerndorf gab es einen Kalkofen und eine Ölmühle.
Nach dem Ersten Weltkrieg musste die Region aufgrund der Bestimmungen des Versailler Vertrags 1919 an Frankreich abgetreten werden. Im Zweiten Weltkrieg war die Region von der deutschen Wehrmacht besetzt, und die Gemeinde stand bis 1944 unter deutscher Verwaltung.

### Bevölkerungsentwicklung
| Jahr                       | 1962 | 1968 | 1975 | 1982 | 1990 | 1999 | 2010 | 2019 |
| Einwohner                  | 470  | 413  | 423  | 447  | 481  | 481  | 458  | 423  |
| Quellen: Cassini und INSEE |      |      |      |      |      |      |      |      |

## Wappen
Das Gemeindewappen zeigt zwei ehemalige Herrschaften: der Löwe steht für die Kastellanei von Berus und die Eichel für die Abtei Glandern in Longeville-lès-Saint-Avold. Der Speer ist das Symbol des Heiligen Gangolf, des Schutzpatrons der Gemeinde.

## Sehenswürdigkeiten
- Kirche St. Gengoulf aus dem 19. Jahrhundert